# Ginger Rogers
Ginger Rogers, pseudonimo di Virginia Katherine McMath (Independence, 16 luglio 1911 – Rancho Mirage, 25 aprile 1995), è stata un'attrice, cantante e ballerina statunitense.
È principalmente conosciuta per avere recitato in diversi musical prodotti negli anni trenta dalla RKO Pictures, insieme a Fred Astaire. Il suo campo fu essenzialmente il cinema d'evasione, non solo nelle pellicole musicali che girò con Fred Astaire, ma anche nei numerosi film che interpretò da sola. Comparve in un'unica pellicola con intenti sociali, La setta dei tre K del 1951. Apparve anche in televisione e in radio, attraversando buona parte del XX secolo.
L'American Film Institute ha inserito la Rogers al quattordicesimo posto tra le più grandi star della storia del cinema.

## Biografia

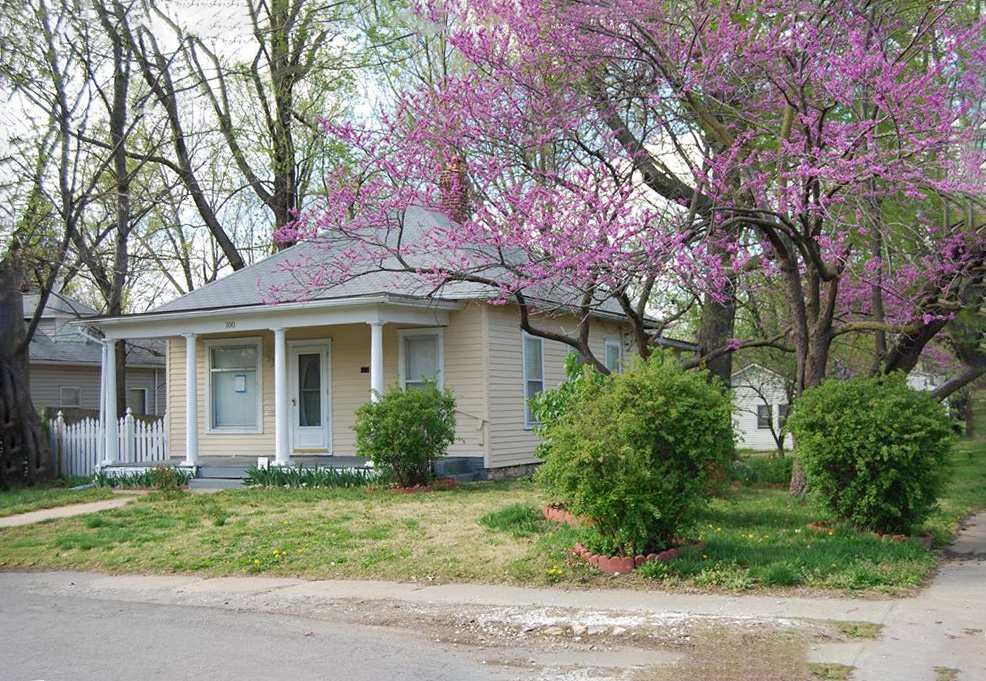
100 W Moore Street, luogo di nascita di Ginger Rogers

Di origini inglesi, scozzesi e gallesi, era la secondogenita di William "Eddins" McMath, ingegnere elettrotecnico, e di Lela Emogene Owens, che partorì la figlia in casa (100 W Moore Street), a causa della perdita del primogenito in ospedale. I genitori si separarono prima della sua nascita, ma i suoi nonni materni, Walter Owens e Saphrona Ball, vivevano vicino a Kansas City. Il padre arrivò a rapire ben due volte la figlia, ma Lela riuscì a ottenere il divorzio poco tempo dopo. In futuro Ginger Rogers dichiarò di non avere mai più rivisto suo padre.
Nel 1915 si trasferì con i propri nonni, mentre sua madre andò a Hollywood per tentare di portare sul grande schermo un saggio scritto da lei stessa. Lela ebbe successo e continuò a scrivere sceneggiature per la Fox Studios, mentre la piccola Virginia rimase vicina al nonno. Una sua cugina aveva difficoltà a pronunciare il nome "Virginia", abbreviandolo in "Badinda", che presto diventò "Ginga". Quando "Ginga" aveva 9 anni, sua madre si risposò con John Logan Rogers, da cui la futura attrice prese il cognome, nonostante non sia mai stata regolarmente adottata. Vissero a Fort Worth e sua madre divenne una critica teatrale per un giornale locale, il Fort Worth Record. Virginia frequentò la Fort Worth's Central High School (in seguito rinominata R.L. Pascal High School), ma non vi si diplomò.
La nervosa e infaticabile Lela Rogers, «madre di palcoscenico», fu determinante per l'affermazione di Ginger nel mondo del cinema: mercanteggiando sulle clausole secondarie dei contratti, era lei ad avere l'ultima parola; fu lei a fare da manager per la figlia e riuscì ad ottenere una posizione di controllo nella New Talent School della RKO per poter meglio intervenire sul set dei film che la figlia girava. In età matura ottenne un breve periodo di notorietà per aver testimoniato davanti alla Commissione per le attività antiamericane e aver accusato di comunismo il commediografo-regista Clifford Odets e lo sceneggiatore Dalton Trumbo.
Ginger Rogers imparò a ballare ancora bambina e, da adolescente, cominciò a pensare a una possibile carriera come maestra, ma dato l'interesse di sua madre a Hollywood e al teatro, la sua conoscenza del palcoscenico aumentò. Poco più che adolescente, vinse un concorso di charleston. Notata dal cantante-attore Eddie Cantor, nel 1930 giunse al Broadway theatre dove trionfò come Molly Gray nel musical Girl Crazy di George Gershwin, con Ethel Merman e Allen Kearns, grazie alla sua bellezza e al suo stile.

## Carriera

### Il vaudeville e Broadway
La carriera di Ginger Rogers cominciò una notte del gennaio 1926 in cui il commediografo Eddie Foy la ingaggiò per fare da comparsa in uno dei suoi spettacoli. Dopodiché vinse un concorso di Charleston, che le permise di viaggiare per tre mesi, esibendosi anche in un teatro di Medford (Oregon) chiamato The Craterian. Tale teatro verrà in seguito rinominato in suo onore "Craterian Ginger Rogers Theater". In questo periodo
A 17 anni sposò Edward Jackson Culpepper, cantante, attore, comico e musicista che lavorava con il nome di Jack Pepper. Ginger Rogers dichiarò in seguito nella propria autobiografia di averlo conosciuto da bambina, essendo il fidanzato di una sua cugina. Essi formarono un duo di vaudeville chiamato "Ginger e Pepper". Il loro matrimonio terminò nel giro di poco tempo e Ginger ritornò a viaggiare insieme alla madre. Quando il loro tour arrivò a New York, ella vi rimase e ottenne un lavoro come cantante per la radio, e in seguito il proprio debutto a Broadway nel musical Top Speed, che debuttò il giorno di Natale del 1929. Alla serata della prima sembra fosse presente Walter Wanger, produttore della Paramount che, intuite le sue potenzialità cinematografiche, la scritturò per lo studio. Entro due settimane venne scelta per essere la protagonista del musical Girl Crazy, di George e Ira Gershwin, spettacolo in cui fu assunto anche Fred Astaire per aiutare i ballerini con le coreografie. Questa apparizione rese la Rogers una star dall'oggi al domani, all'età di soli 19 anni.

### Primi ruoli

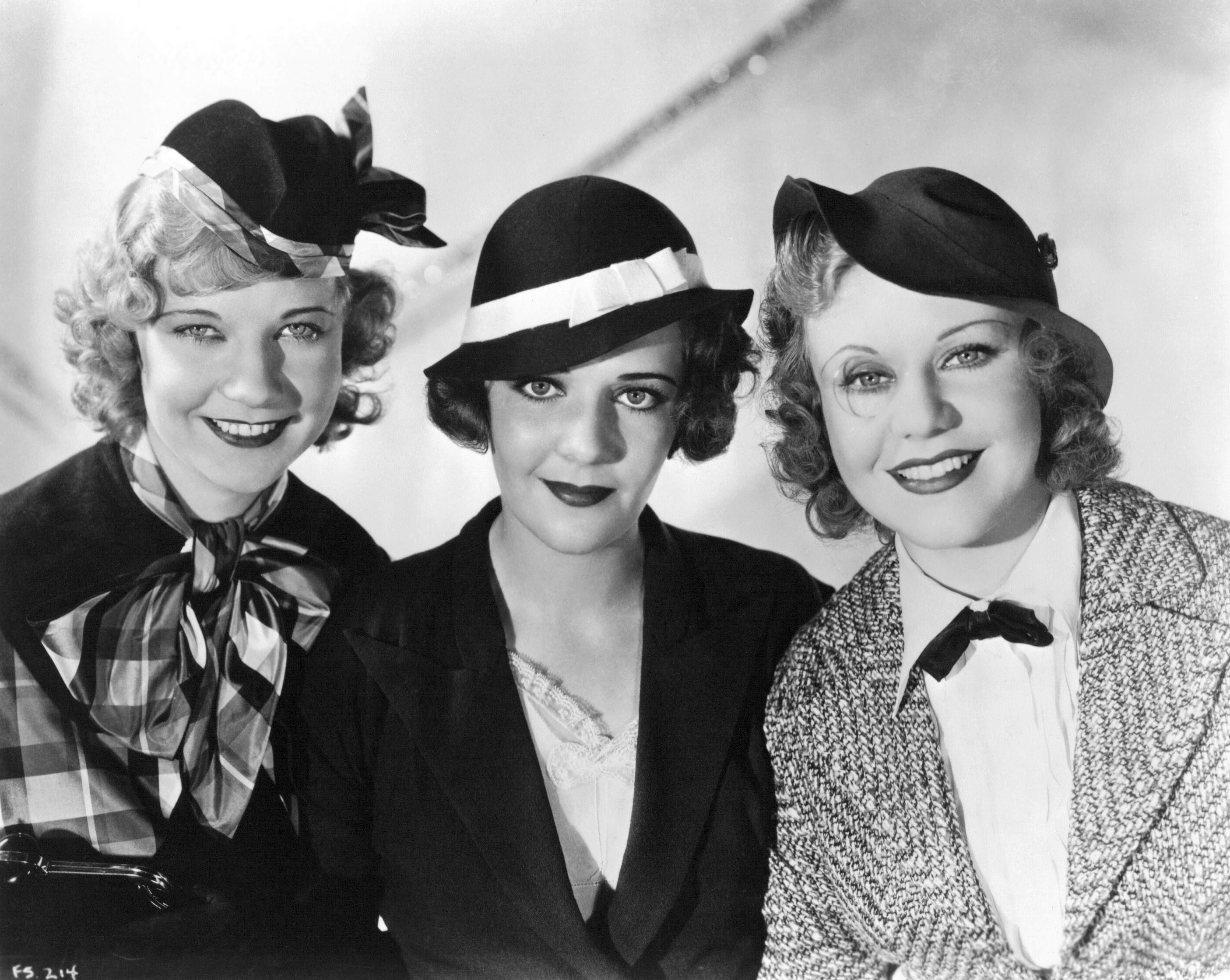
Ginger Rogers (a destra) con Una Merkel e Ruby Keeler in Quarantaduesima strada (1933)

I primi ruoli cinematografici di Ginger Rogers furono in tre cortometraggi del 1929: Night in the Dormitory, A Day of a Man of Affairs e Campus Sweetheart. Nel 1930 firmò un contratto di sette anni con la Paramount Pictures, con cui girò cinque lungometraggi negli studi newyorkesi di Astoria (nel Queens), Gioventù di Manhattan, Queen High, The Sap from Syracuse, Follow the Leader, Honor Among Lovers.
L'attrice abbandonò presto la Paramount e si trasferì con la madre a Hollywood. Arrivata in California, firmò un contratto con la Pathé Exchange, con cui girò L'agguato dei sottomarini (1931) e La diga della morte (1932), accanto a William Boyd, futura star di Hopalong Cassidy. Partecipò a film anche per la Warner Bros., per la Monogram Pictures, come Il tredicesimo invitato (1932) e per la 20th Century Fox, e nel 1932 e fu inclusa nelle 15 WAMPAS Baby Stars. Fece un importante passo avanti quando, per la Warner Bros., interpretò Anytime Annie nel fortunato musical Quarantaduesima strada (1933) di Lloyd Bacon e recitò in La danza delle luci (1933).

### Star del musical

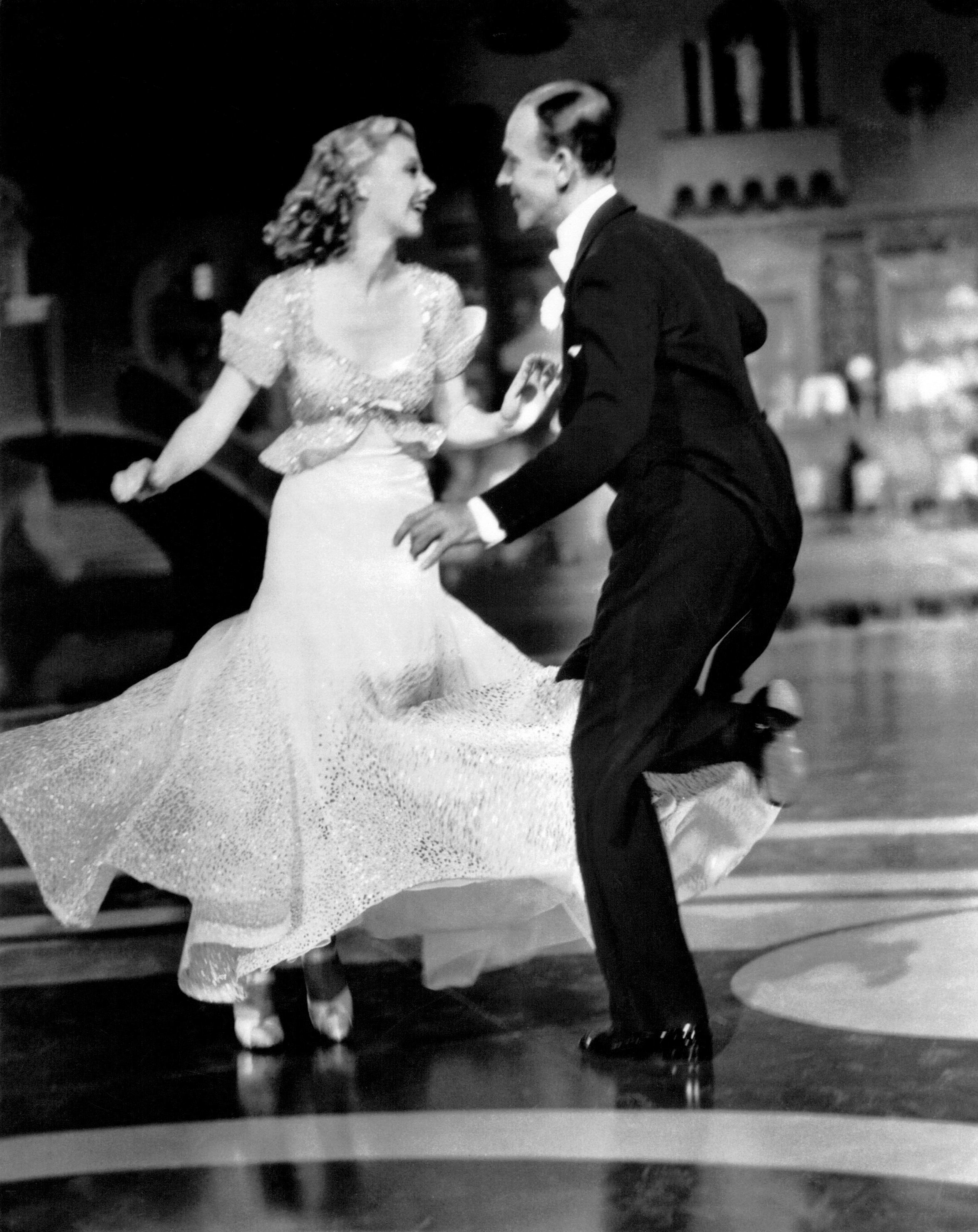
Ginger Rogers e Fred Astaire in Cappello a cilindro (1935)

Nel 1933 apparve inoltre per la prima volta accanto al celebre ballerino Fred Astaire nel film Carioca, in cui i due si esibirono in un gustoso numero di samba, conquistandosi la simpatia del pubblico. La RKO, casa produttrice del film, non si lasciò sfuggire questa straordinaria coppia, e la impegnò in una fortunata serie di musical, come Cappello a cilindro (1935) e Follie d'inverno (1936), in cui i due recitarono con gustoso brio e danzarono con grazia e sensualità sulle note di musiche straordinarie, composte da grandi nomi come Irving Berlin e George Gershwin.
Dopo la fine del sodalizio con Astaire, conclusosi con il film La vita di Vernon e Irene Castle (1939), Ginger Rogers si impegnò per affermarsi come attrice drammatica e ci riuscì ottenendo un premio Oscar alla miglior attrice per la sua interpretazione di una ragazza madre in Kitty Foyle, ragazza innamorata (1940) di Sam Wood. Già in precedenza aveva avuto occasioni di distinguersi come attrice di impegno, prendendo parte a Palcoscenico (1937) di Gregory La Cava, amara commedia sul teatro con Katharine Hepburn e Lucille Ball.

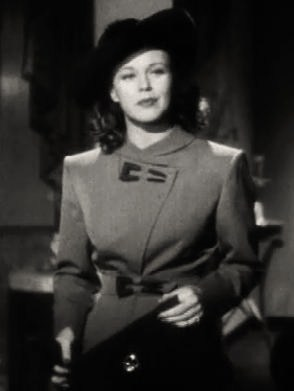
Ginger Rogers in Kitty Foyle (1940)

Seguirono interpretazioni in film di ogni genere, dal melodramma come Destino (1942) di Julien Duvivier e Eternamente femmina (1953) di Irving Rapper, alla commedia come Frutto proibito (1943) di Billy Wilder e L'uomo dei miei sogni (1947).

### Il ritorno con Fred e gli ultimi anni
Nel 1949 tornò per l'ultima volta accanto al suo storico partner Fred Astaire, sostituendo Judy Garland nel musical della MGM I Barkleys di Broadway. Durante gli anni cinquanta fu protagonista in diverse commedie, tra cui sono da ricordare Il magnifico scherzo (1952) di Howard Hawks e Le donne hanno sempre ragione (1957) di Nunnally Johnson. Dopo la sua partecipazione al film Il tesoro del santo (1964) di William Dieterle, l'attrice abbandonò il cinema per dedicarsi alla televisione e al teatro. Nel 1965 partecipò al film per la TV Cinderella di Richard Rodgers, con Walter Pidgeon, Celeste Holm e Jo Van Fleet, prodotto dalla CBS; nello stesso anno tornò a recitare a Broadway nel musical Hello, Dolly!, in cui sostituì Carol Channing nel ruolo della protagonista Dolly Levi, una parte che interpretò per oltre mille rappresentazioni a New York e in tour. Nel 1969 fu la protagonista del fortunato musical teatrale Mame al Theatre Royal Drury Lane di Londra. Nel 1987 apparve alla serata degli Oscar per un revival.

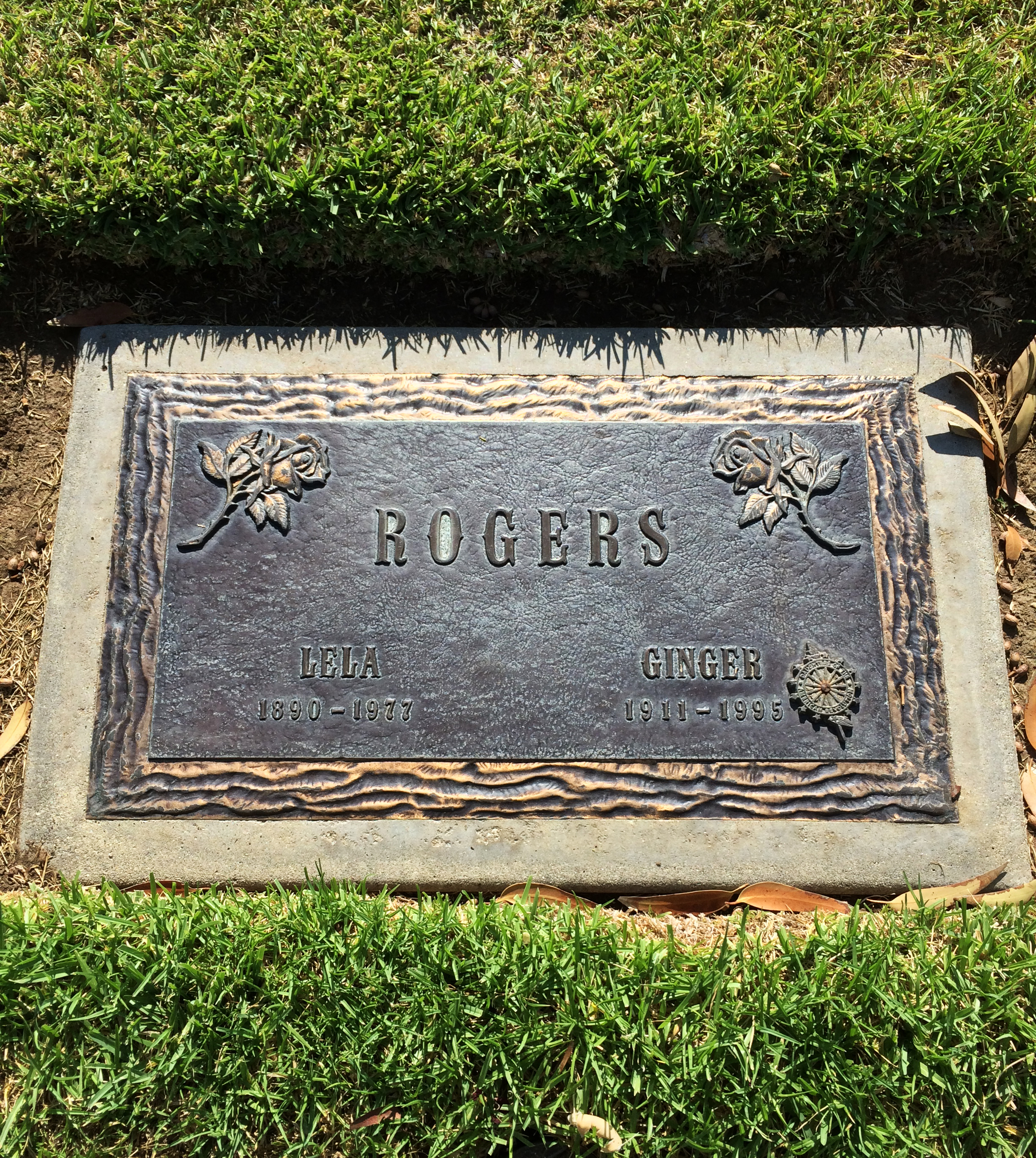
Tomba di Ginger Rogers e di sua madre Lela

Nel 1986 denunciò il distributore americano del film di Federico Fellini Ginger e Fred, asserendo che la pellicola la dipingeva sotto una falsa luce e ledeva la sua privacy; la causa si risolse con una completa assoluzione della casa di distribuzione e la corte d'appello statunitense, nel rigettare le accuse di violazione, affermò che Federico Fellini aveva il diritto di esercitare la propria "espressione artistica".
Morì all'età di ottantatré anni a causa di un infarto nella sua casa di Rancho Mirage. Il suo corpo fu cremato e le sue ceneri interrate nell'Oakwood Memorial Park, accanto a sua madre, morta nel 1977.

## Vita privata
Ginger Rogers si sposò cinque volte, senza mai avere figli. Poco prima di compiere 18 anni, nel marzo 1929 sposò l'attore Jack Pepper, da cui divorziò nel 1931. Nel 1934 sposò l'attore Lew Ayres, divorziando da lui nel 1940. Nel 1943 sposò l'attore Jack Briggs, ma i due divorziarono nel 1949. Dal 1953 al 1957 fu sposata con l'attore Jacques Bergerac. Nel 1961 si sposò con il regista William Marshall; i due divorziarono nel 1969.
Era una simpatizzante del Partito Repubblicano con tendenze molto conservatrici: fece campagna elettorale per Richard Nixon quando quest'ultimo si candidò come governatore della California nel 1962; fece parte dell'associazione patriottica Figlie della rivoluzione americana; inoltre appoggiò la lista nera di Hollywood e sul versante religioso credeva nel cristianesimo scientista.

## Filmografia

### Cinema
- A Day of a Man of Affairs, regia di Basil Smith (1929)
- Campus Sweethearts, regia di James Leo Meehan (1930)
- Gioventù di Manhattan (Young Man of Manhattan), regia di Monta Bell (1930)
- The Sap from Syracuse, regia di A. Edward Sutherland (1930)
- Queen High, regia di Fred C. Newmeyer (1930)
- Office Blues, regia di Mort Blumenstock (1930)
- Follow the Leader, regia di Norman Taurog (1930)
- Honor Among Lovers, regia di Dorothy Arzner (1931)
- The Tip-Off, regia di Albert S. Rogell (1931)
- L'agguato dei sottomarini (Suicide Fleet), regia di Albert S. Rogell (1931)
- La diga della morte (Carnival Boat), regia di Albert S. Rogell (1932)
- The Tenderfoot, regia di Ray Enright (1932)
- Il tredicesimo invitato (The Thirteenth Guest), regia di Albert Ray (1932)
- Hat Check Girl, regia di Sidney Lanfield (1932)
- You Said a Mouthful, regia di Lloyd Bacon (1932)
- Broadway Bad, regia di Sidney Lanfield (1933)
- Quarantaduesima strada (42nd Street), regia di Lloyd Bacon (1933)
- La danza delle luci (Gold Diggers of 1933), regia di Mervyn LeRoy (1933)
- Professional Sweetheart, regia di William A. Seiter (1933)
- Don't Bet on Love, regia di Murray Roth (1933)
- A Shriek in the Night, regia di Albert Ray (1933)
- Rafter Romance, regia di William A. Seiter (1933)
- Chance at Heaven, regia di William A. Seiter (1933)
- Sitting Pretty, regia di Harry Joe Brown (1933)
- Carioca (Flying Down to Rio), regia di Thornton Freeland (1933)
- L'universo innamorato (Twenty Million Sweethearts), regia di Ray Enright (1934)
- Il mercante di illusioni (Upperworld), regia di Roy Del Ruth (1934)
- Educande d'America (Finishing School), regia di George Nichols Jr. e Wanda Tuchock (1934)
- Primo amore (Chance at Heart), regia di John G. Blystone (1934)
- Cerco il mio amore (The Gay Divorcee), regia di Mark Sandrich (1934)
- Romance in Manhattan, regia di Stephen Roberts (1935)
- Roberta, regia di William A. Seiter (1935)
- La maschera di mezzanotte (Star of Midnight), regia di Stephen Roberts (1935)
- Cappello a cilindro (Top Hat), regia di Mark Sandrich (1935)
- La regina di Broadway (In Person), regia di William A. Seiter (1935)
- Seguendo la flotta (Follow The Fleet), regia di Mark Sandrich (1936)
- Follie d'inverno (Swing Time), regia di George Stevens (1936)
- Voglio danzare con te (Shall We Dance), regia di Mark Sandrich (1937)
- Palcoscenico (Stage Door), regia di Gregory La Cava (1937)
- Una donna vivace (Vivacious Lady), regia di George Stevens (1938)
- Vacanze d'amore (Having Wonderful Time), regia di Alfred Santell (1938)
- Girandola (Carefree), regia di Mark Sandrich (1938)
- La vita di Vernon e Irene Castle (The Story of Vernon and Irene Castle), regia di Henry C. Potter (1939)
- Situazione imbarazzante (Bachelor Mother), regia di Garson Kanin (1939)
- La ragazza della 5ª strada (Fifth Avenue Girl), regia di Gregory La Cava (1939)
- Piccolo porto (Primrose Path), regia di Gregory La Cava (1940)
- Il ponte dell'amore (Lucky Partners), regia di Lewis Milestone (1940)
- Kitty Foyle, ragazza innamorata (Kitty Foyle: The Natural History of a Woman), regia di Sam Wood (1940)
- Tom, Dick e Harry (Tom, Dick, and Harry), regia di Garson Kanin (1941)
- Condannatemi se vi riesce! (Roxie Heart), regia di William A. Wellman (1942)
- Destino (Tales of Manhattan), regia di Julien Duvivier (1942)
- Frutto proibito (The Major and the Minor), regia di Billy Wilder (1942)
- Fuggiamo insieme (Once Upon a Honeymoon), regia di Leo McCarey (1942)
- Eravamo tanto felici (Tender Comrade), regia di Edward Dmytryk (1943)
- Le schiave della città ((Lady in the Dark), regia di Mitchell Leisen (1944)
- Al tuo ritorno (I'll Be Seeing You), regia di William Dieterle (1945)
- Grand Hotel Astoria (Week-End at the Waldorf), regia di Robert Z. Leonard (1945)
- Ladra di cuori (Heartbeat), regia di Sam Wood (1946)
- La magnifica bambola (Magnificent Doll), regia di Frank Borzage (1946)
- L'uomo dei miei sogni (It Had to Be You), regia di Don Hartman e Rudolph Maté (1947)
- I Barkleys di Broadway (The Barkleys of Broadway), regia di Charles Walters (1949)
- Intermezzo matrimoniale (Perfect Strangers), regia di Bretaigne Windust (1950)
- La setta dei tre K (Storm Warning), regia di Stuart Heisler (1951)
- La sposa illegittima (The Groom Wore Spurs), regia di Richard Whorf (1951)
- Matrimoni a sorpresa (We're Not Married), regia di Edmund Goulding (1952)
- Il magnifico scherzo (Monkey Business), regia di Howard Hawks (1952)
- Primo peccato (Dreamboat), regia di Claude Binyon (1952)
- Eternamente femmina (Forever Female), regia di Irving Rapper (1953)
- L'amante sconosciuto (Black Widow), regia di Nunnally Johnson (1953)
- Trafficanti d'oro (Twist of Fate), regia di David Miller (1954)
- Quarto grado (Tight Spot), regia di Phil Karlson (1955)
- Vita di una commessa viaggiatrice (The First Traveling Saleslady), regia di Arthur Lubin (1956)
- Gioventù ribelle (Teenage Rebel), regia di Edmund Goulding (1956)
- Le donne hanno sempre ragione (Oh! Men, Oh! Women), regia di Nunnally Johnson (1957)
- Il tesoro del santo (The Confession), regia di William Dieterle (1964)
- Harlow, regia di Alex Segal (1965)

### Televisione
- Climax! – serie TV, episodio 2x23 (1956)
- June Allyson Show (The DuPont Show with June Allyson) – serie TV, episodio 1x05 (1959)
- Vacation Playhouse – serie TV, episodio 1x01 (1963)

#### Film o documentari dove appare Ginger Rogers
- The Casting Couch, regia di John Sealey - video con filmati di repertorio (1995)

## Teatro
- Annie Get Your Gun, libretto di Herbert Fields e Dorothy Fields, colonna sonora di Irving Berlin. Tour statunitense (1960)
- Tovarich, libretto di David Shaw, colonna sonora da Lee Pockriss. Tour statunitense (1964)
- Hello, Dolly!, libretto di Michael Stewart, colonna sonora di Jerry Herman. Saint James Theatre di Broadway (1965) e tour USA (1967)
- Mame, libretto di Robert E. Lee e Jerome Lawrence, colonna sonora di Jerry Herman. Theatre Royal Drury Lane di Londra (1969)
- Coco, di libretto di Alan Jay Lerner, colonna sonora di André Previn. Tour del New England (1971)
- Anything Goes, libretto di Guy Bolton, P. G. Wodehouse, Howard Lindsay e Russel Crouse, colonna sonora di Cole Porter. Tour statunitense (1980)

## Riconoscimenti
- Premio Oscar
  - Miglior attrice per Kitty Foyle, ragazza innamorata
- Golden Globe
  - 1953 – Candidatura alla migliore attrice in un film commedia o musicale per Il magnifico scherzo
- Hollywood Walk of Fame
  - 1960 – Stella
- WAMPAS Baby Stars
  - 1932 – Premio

## Doppiatrici italiane
- Lydia Simoneschi ne La ragazza della 5ª strada, Eravamo tanto felici, Le schiave della città, Al tuo ritorno, Grand hotel Astoria, L'uomo dei miei sogni, La sposa illegittima, Eternamente femmina, Vita di una commessa viaggiatrice, Gioventù ribelle, Le donne hanno sempre ragione
- Wanda Tettoni ne La danza delle luci, Seguendo la flotta, Follie d'inverno, Palcoscenico, Situazione imbarazzante, Piccolo porto, Condannatemi se vi riesce!, Primo peccato
- Aurora Cancian nei ridoppiaggi di Carioca, Cerco il mio amore, Roberta, Girandola, La vita di Vernon e Irene Castle, Kitty Foyle, ragazza innamorata
- Andreina Pagnani in Cappello a cilindro, Il magnifico scherzo, L'amante sconosciuto
- Dhia Cristiani in Fuggiamo insieme, I Barkleys di Broadway, Matrimoni a sorpresa
- Rina Morelli in Voglio danzare con te, Quarto grado
- Rosetta Calavetta in Frutto proibito
- Giovanna Scotto ne La setta dei tre K
- Maria Pia Di Meo nel ridoppiaggio de La maschera di mezzanotte
- Vittoria Febbi nel ridoppiaggio di Seguendo la flotta
- Micaela Esdra nel ridoppiaggio di Una donna vivace